# Jonathan Asp
Sven Jonathan Asp (Malmö, 6 maggio 1990) è un ex calciatore svedese, di ruolo difensore.

## Carriera

### Club

#### Trelleborg
Asp ha cominciato la carriera con la maglia del Trelleborg, per cui ha esordito in Allsvenskan in data 18 maggio 2009: ha sostituito Zoran Jovanovic nel pareggio per 2-2 arrivato sul campo dell'Helsingborg.
Il 6 maggio 2010 ha trovato il primo gol nella massima divisione svedese, in occasione della vittoria casalinga per 2-1 sul Mjällby. Al termine del campionato seguente, il Trelleborg è retrocesso in Superettan.
La squadra è retrocessa ancora alla fine della stagione 2012, in Division 1. Asp è rimasto in forza al Trelleborg fino al 2014, totalizzando complessivamente 117 presenze e 7 reti con questa casacca, tra tutte le competizioni.

#### FC Höllviken
Nel 2015, Asp è stato tesserato dall'FC Höllviken, compagine militante in Division 1. Ha debuttato in squadra il 12 aprile, schierato titolare nel pareggio a reti inviolate contro il Qviding. Il 26 aprile seguente ha trovato il primo gol, nel 3-1 inflitto al Norrby. Ha chiuso la stagione a quota 24 presenze e 2 reti.

#### Åtvidaberg
Il 18 dicembre 2015, l'Åtvidaberg ha ufficializzato il tesseramento di Asp, valido a partire dal 1º gennaio 2016. Ha giocato la prima partita in squadra in data 7 maggio, sostituendo Marijan Cosic nella vittoria per 2-0 contro la sua ex squadra del Trelleborg. È rimasto in squadra per un biennio, in cui ha disputato 39 partite tra campionato e coppa, senza mettere a segno alcuna rete.

#### Notodden
Il 17 gennaio 2018, i norvegesi del Notodden hanno reso noto l'ingaggio di Asp, che si è legato al nuovo club con un contratto annuale.

#### Landskrona
Asp è tornato a giocare in Svezia nel febbraio 2019 quando ha firmato con il Landskrona BoIS, squadra che era retrocessa in terza serie al termine del precedente campionato. Al termine del suo secondo anno di permanenza, i bianconeri hanno riconquistato la promozione in Superettan, categoria in cui Asp giocò nel 2021 prima di lasciare la squadra a dicembre per fine contratto.

### Nazionale
Asp ha rappresentato la Svezia a livello Under-16, Under-19 e Under-21. Per quanto concerne quest'ultima selezione, ha esordito in squadra il 9 febbraio 2011, schierato titolare nella sconfitta per 3-1 in un'amichevole disputata contro il Portogallo.

## Statistiche

### Presenze e reti nei club
Statistiche aggiornate al 17 gennaio 2018.
| Stagione          | Club              | Campionato        | Campionato | Campionato | Coppe nazionali | Coppe nazionali | Coppe nazionali | Coppe continentali | Coppe continentali | Coppe continentali | Supercoppe | Supercoppe | Supercoppe | Totale | Totale |
| Stagione          | Club              | Comp              | Pres       | Reti       | Comp            | Pres            | Reti            | Comp               | Pres               | Reti               | Comp       | Pres       | Reti       | Pres   | Reti   |
| ----------------- | ----------------- | ----------------- | ---------- | ---------- | --------------- | --------------- | --------------- | ------------------ | ------------------ | ------------------ | ---------- | ---------- | ---------- | ------ | ------ |
| 2009              | Trelleborg        | A                 | 4          | 0          | CS              | 1               | 0               | -                  | -                  | -                  | -          | -          | -          | 5      | 0      |
| 2010              | Trelleborg        | A                 | 24         | 2          | CS              | 1               | 0               | -                  | -                  | -                  | -          | -          | -          | 25     | 2      |
| 2011              | Trelleborg        | A                 | 16         | 0          | CS              | 2               | 0               | -                  | -                  | -                  | -          | -          | -          | 18     | 0      |
| 2012              | Trelleborg        | S                 | 25         | 3          | CS              | 1               | 0               | -                  | -                  | -                  | -          | -          | -          | 26     | 3      |
| 2013              | Trelleborg        | D1                | 22         | 2          | CS              | 0               | 0               | -                  | -                  | -                  | -          | -          | -          | 22     | 2      |
| 2014              | Trelleborg        | D1                | 21         | 0          | CS              | 0               | 0               | -                  | -                  | -                  | -          | -          | -          | 21     | 0      |
| Totale Trelleborg | Totale Trelleborg | Totale Trelleborg | 112        | 7          |                 | 5               | 0               |                    | -                  | -                  |            | -          | -          | 117    | 7      |
| 2015              | FC Höllviken      | D1                | 23         | 2          | CS              | 1               | 0               | -                  | -                  | -                  | -          | -          | -          | 24     | 2      |
| 2016              | Åtvidaberg        | S                 | 14         | 0          | CS              | 4               | 0               | -                  | -                  | -                  | -          | -          | -          | 18     | 0      |
| 2017              | Åtvidaberg        | S                 | 21         | 0          | CS              | 0               | 0               | -                  | -                  | -                  | -          | -          | -          | 21     | 0      |
| Totale Åtvidaberg | Totale Åtvidaberg | Totale Åtvidaberg | 35         | 0          |                 | 4               | 0               |                    | -                  | -                  |            | -          | -          | 39     | 0      |
| 2018              | Notodden          | 1D                | 0          | 0          | CN              | 0               | 0               | -                  | -                  | -                  | -          | -          | -          | 0      | 0      |
| Totale carriera   | Totale carriera   | Totale carriera   | 170        | 9          |                 | 10              | 0               |                    | -                  | -                  |            | -          | -          | 180    | 9      |